# DIN-connector

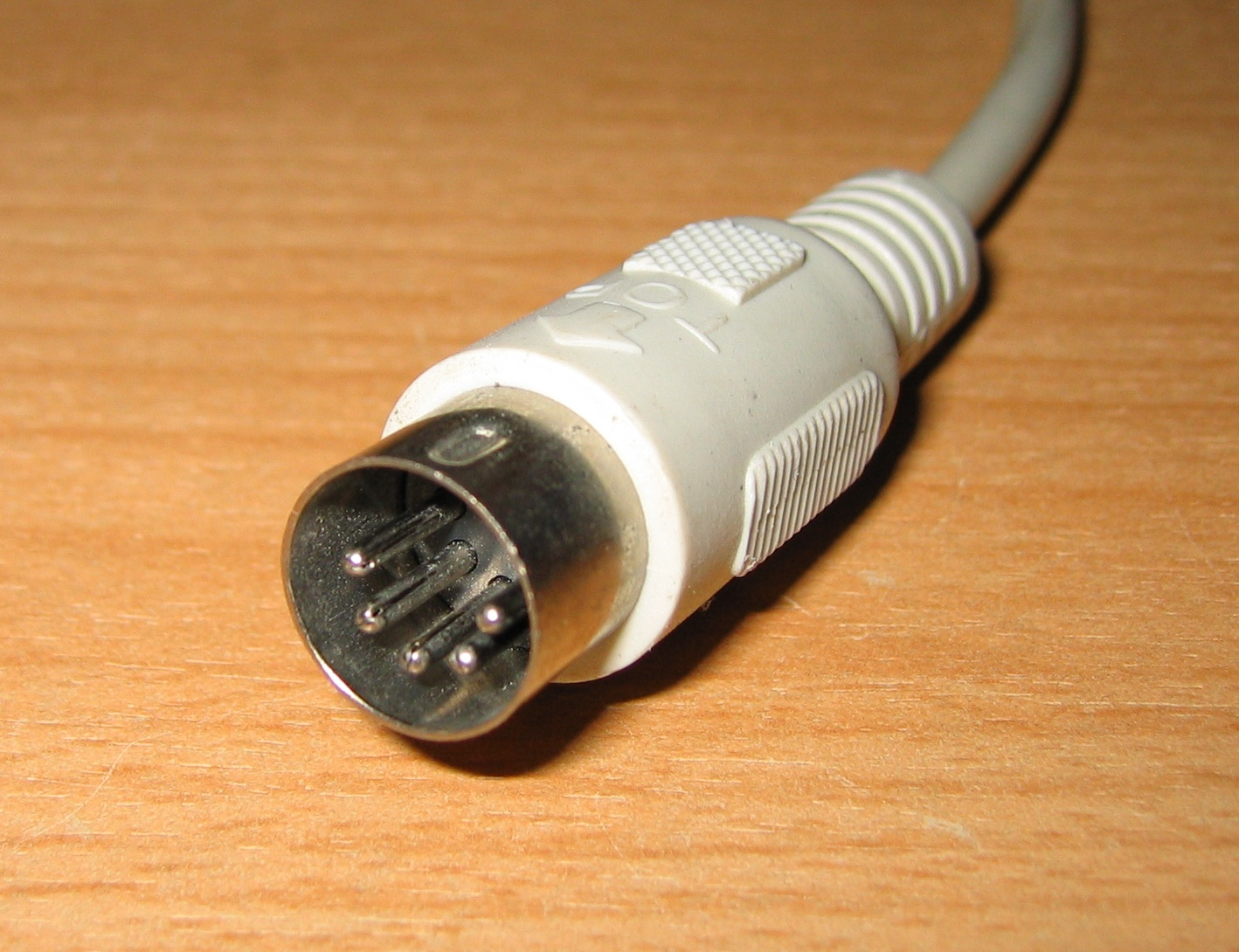
De meest voorkomende DIN-connector voor audio

Verschillende plaatsing van de pinnen

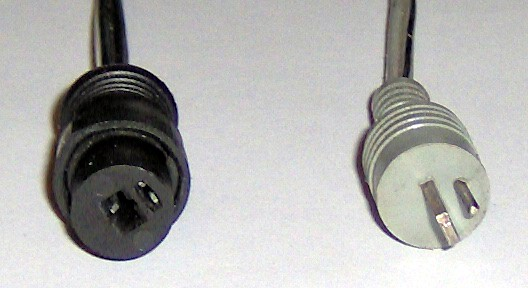
DIN-connector voor luidsprekers. Thans worden luidsprekeraansluitingen meestal met draadklemmen gemaakt.

Een DIN-connector is een connectortype dat bestaat uit een mantel (de massa) en daar binnenin een aantal pinnen. De stekker is er in veel verschillende uitvoeringen, ze variëren bijvoorbeeld in grootte of in aantal pinnen.
De drie en vijf pins DIN-connector werd gestandaardiseerd door het Deutsches Institut für Normung in 1974 als DIN 41524:1974-03. De stekker werd voornamelijk in Europa gebruikt voor verschillende elektrische en elektronische systemen. Na 1990 is het gebruik ervan sterk gedaald, met de enige uitzondering als MIDI-stekker in elektronische muziekapparatuur.

## Pinverdeling
De hiernaast getoonde vijfpolige connector (DIN 41524) werd in Duitsland en Nederland veel gebruikt voor audioapparatuur. De nummering van de pinnen is op volgorde 1 4 2 5 3. Deze nummering is te verklaren doordat de pinnen 4 en 5 later zijn toegevoegd voor stereo.
De juiste aansluitingen zijn:
| 1 | Mono                | in                  | uit (weergave)      | Links               | in                  | Links               | in                  | uit (weergave)      |
| 4 |                     |                     |                     |                     |                     | Rechts              | in                  | uit (weergave)      |
| 2 | retour, afscherming | retour, afscherming | retour, afscherming | retour, afscherming | retour, afscherming | retour, afscherming | retour, afscherming | retour, afscherming |
| 5 |                     |                     |                     |                     |                     | Rechts              | uit                 | in (opname)         |
| 3 | Mono                | uit                 | in (opname)         | Rechts              | in                  | Links               | uit                 | in (opname)         |

† Werd wel gebruikt voordat de vijfpolige stekker werd ingevoerd. Op vijfpolige versterkeringangen was vaak een doorverbinding tussen pen 3 en 4, zodat driepolig stereo en vijfpolig zonder probleem aangesloten konden worden.
Wellicht is het door de verwarring tussen in- en uitgangen (waardoor er soms een rechte en soms een gekruiste kabel nodig is), dat DIN thans vervangen is door tulpstekkers.
Er bestaan nog meer DIN-connectoren met dezelfde afmetingen, maar een andere plaatsing van de pinnen (zie afbeelding). Bekend is o.a. de "dobbelsteen 5", die werd gebruikt voor hoofdtelefoons. Deze heeft vier pennen in een vierkant en een in het midden.
De DIN-connector voor luidsprekers (DIN 41529) is een ander model. Deze heeft 2 pinnen, een platte en een ronde. De ronde pin is de positieve verbinding (rood) en de platte pin is de negatieve verbinding (zwart).
De elektrische belastbaarheid is maximaal 3 A bij 34 V gelijkspanning.

## Gebruik
De DIN-connector werd gebruikt voor brede toepassingen om diverse apparaten met elkaar te verbinden, zoals:
- Audioapparatuur van bandrecorders en cassettespelers
- Luidsprekers (DIN 41529)
- MIDI-keyboards, controllers en modules
- S-VHS-stekker voor videoapparatuur
- Toetsenborden aan te sluiten op computers
- Spelcomputers
- Homecomputers
- Seriële poort (RS-423)